# アペックス (企業)
株式会社アペックス（英: APEX CORPORATION）は、愛知県大府市と東京都千代田区に本社を置く紙コップ式飲料自動販売機オペレーター。
日本では老舗の自動販売機オペレーターで、自動販売機の開発や中身商品の販売、メンテナンスやリサイクルまでを一貫して行っており、紙コップ式自動販売機では日本最大手である。飲料

## 歴史
豊田佐吉の一族であった森佐十が1901年（明治34年）に織物製造業を創業。1931年（昭和6年）に当時の社長である森基厚が大府織物株式会社を設立し、1957年（昭和32年）に大府紡績株式会社に改称した。
1961年（昭和36年）より自動販売機の研究を始めた。1963年（昭和38年）に日本コカ・コーラからカップ部門の認定オペレーターの認定を受け、これを運営するため日本自動販売株式会社（現在のアペックス）が設立された。1984年（昭和59年）8月に商号を株式会社アペックスに変更した。

## 事業
主な事業である自動販売機による中身商品の販売のほか、カフェサーバー事業、ヘルスケア事業（とろみ・機能性食品）に付帯する一切の業務を行っている。

## 沿革
- 1963年（昭和38年）02月 - 日本自動販売株式会社を設立[3]。
- 1976年（昭和51年）07月 - 整備部が日本ベンダー整備株式会社として独立[3]。
- 1984年（昭和59年）08月 - 株式会社アペックスに商号を変更[3]。
- 2002年（平成14年）01月 - ISO 14001全社認証取得[3]。
- 2004年（平成16年）09月 - 中部リサイクルセンター開設[3]。
- 2005年（平成18年）11月 - ウェステック大賞の事業活動部門賞受賞[3]。
- 2006年（平成18年）10月 - 資源循環技術・システム表彰会長賞受賞[3]。
- 2008年（平成20年）01月 - 本格的カフェサーバー「CS-1」を開発[3]
- 2010年（平成22年）
  - 1月 - 新設分割会社として株式会社アペックス西日本を設立[3]。
  - 8月 - コカ・コーラウエスト株式会社と業務提携契約を締結[3]。
- 2011年（平成23年）08月 - 宮城県多賀城市と災害時の支援協力協定を締結[4]。
- 2018年（平成30年）10月 - 「とろみ自動調理機」発表

## 主な商品

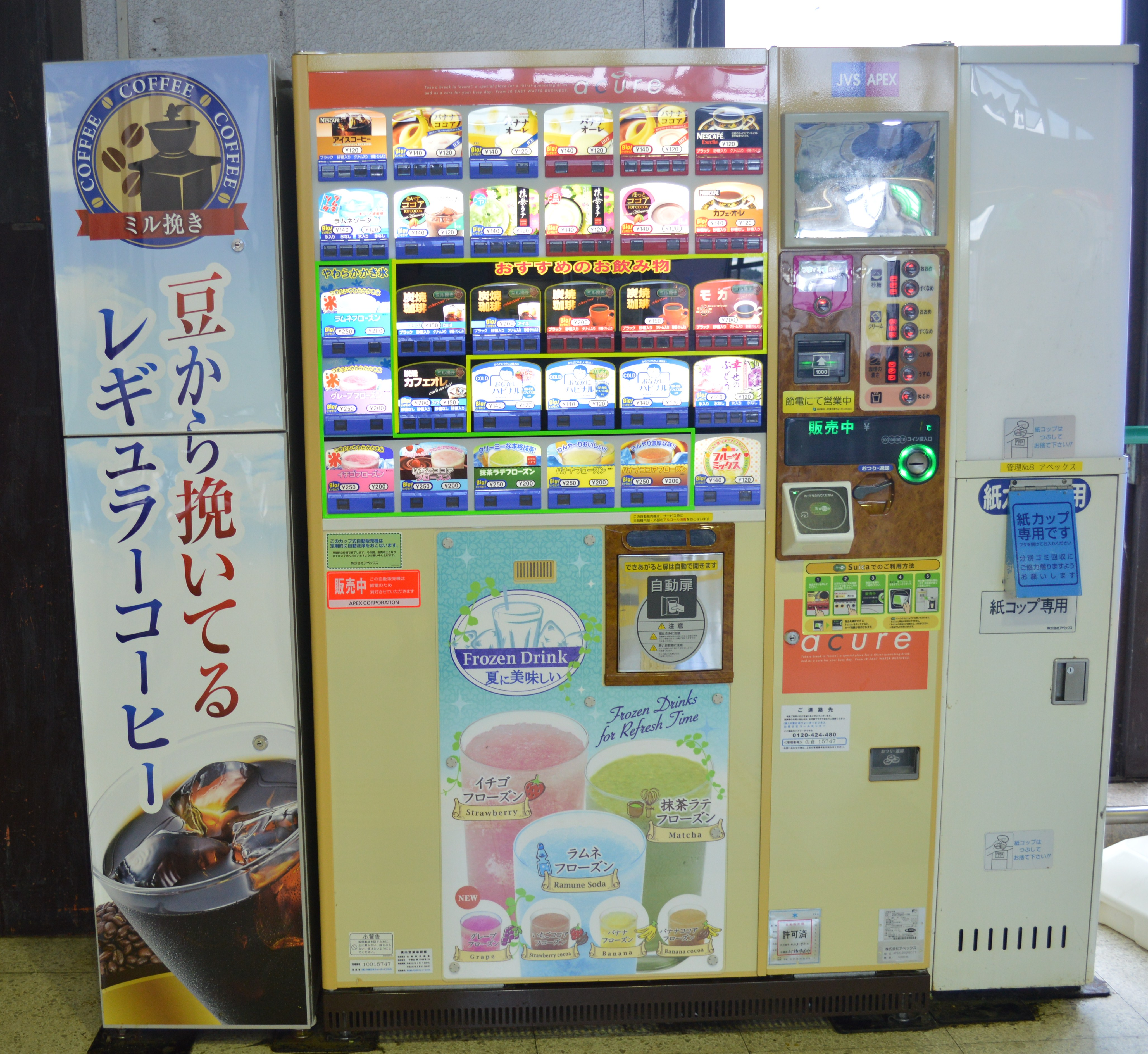
自動販売機

- 自動販売機（カップ式と、缶・ペットボトル販売機を含む）
- カフェサーバー

## 事業所
- 大府本社（愛知県大府市）
- 東京本社（東京都千代田区）

## アペックスグループ
- 日本ベンダー整備株式会社
- 株式会社アペックス西日本